# Владимир Давыдович

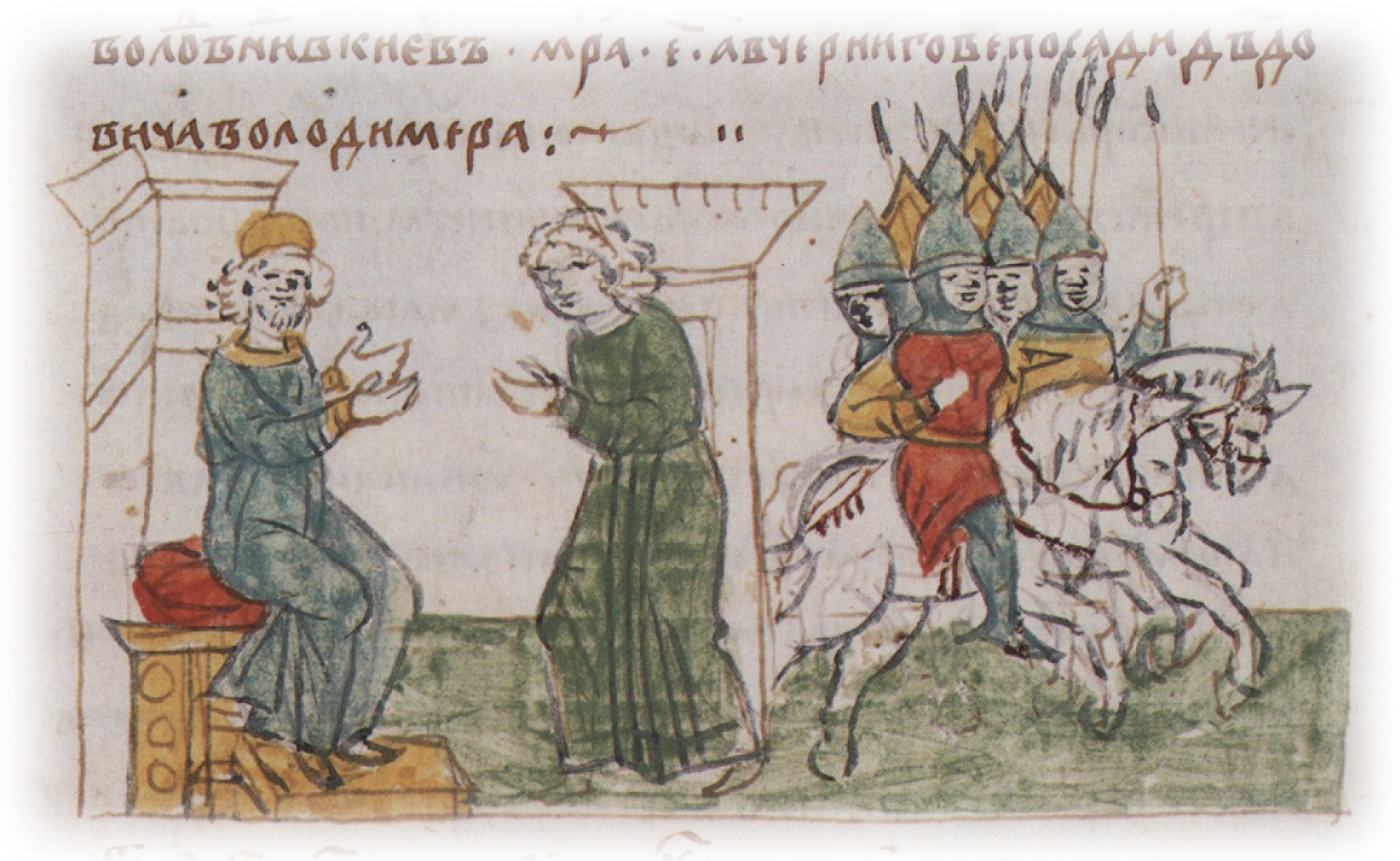
Пожалование Всеволодом Ольговичем Киевским Черниговского княжения Владимиру Давыдовичу; отъезд Владимира в Чернигов

Владимир Давыдович (уб. 12 мая 1151) — князь Черниговский (1139—1151), сын Давыда Святославича. По сведениям Татищева В. Н., вместе с братом Изяславом княжил в Северской земле в 1127—1139 годах. Погиб в бою, в котором сражался против Изяслава.

## Биография
По смерти великого князя Киевского Ярополка Владимировича поддержал претензии на Киев двоюродного брата Всеволода Ольговича и получил от того Чернигов (1139).
По смерти Всеволода Ольговича в 1146 году поддержал Изяслава Мстиславича Переяславского, вместе с которым изгнал Святослава Ольговича из Новгород-Северского княжества. Однако уже в 1147 году Святослав получил помощь от своего союзника Юрия Долгорукого и вернул себе Новгород-Северский. Владимир сохранил за собой Курск. Уже в 1148 году на Черниговщину вторгся Изяслав Мстиславич, недовольный примирением Святославичей между собой, но до битвы дело не дошло. Во время захвата Киева Юрием Долгоруким при поддержке Святослава Ольговича в 1149 году Владимир Давыдович занял нейтральную позицию, а его брат Изяслав встал на сторону Изяслава Мстиславича. Юрий Долгорукий не удовлетворился этим, отнял у Владимира Курск и передал Святославу Ольговичу, но в 1151 году во время похода Изяслава Мстиславича и Изяслава Давыдовича против Юрия Владимир вместе со Святославом Ольговичем встал на сторону Юрия. В битве на Руте 12 мая 1151 года, проигранной Юрием Долгоруким, сражавшийся на его стороне вместе с половцами Владимир Давыдович был убит. Брат Изяслав нашёл его на поле брани, отвёз в Чернигов и похоронил в Спасском соборе.
Черниговским князем после смерти Владимира Давыдовича стал его брат Изяслав, в Киеве вновь утвердился Изяслав Мстиславич.
В 1843 году при раскопках на Царевском городище (столица Золотой Орды Сарай-Берке), была найдена серебряная чара князя Владимира Давыдовича с надписью: «А се чара кня володимирова давыдовча кто из нее пь тому на здоровье а хваля бога [и] своего осподаря великого кня». Вероятно, чара была захвачена во время взятия монголами Чернигова в 1239 году. Чара хранится в Государственном Эрмитаже.

## Семья и дети
Жена:
- (с 1144 года) дочь Всеволода Городенского.

В летописях сохранилось известие, что жена Владимира Давыдовича бежала в половецкую землю и вышла замуж за хана Башкорда.
 В 1159 году хан Башкорд с 20 тыс. половцев приходил к Белгороду на помощь Изяславу Давыдовичу.
Дети:
- Святослав (ум. 1167) — князь Вщижский.